# 克魯普恰特卡
51°5′37″N 28°22′48″E / 51.09361°N 28.38000°E
克魯普恰特卡（烏克蘭語：Крупчатка），是烏克蘭北部的村莊，隸屬日托米爾州的科羅斯滕區。該村始建於1618年，面積0.2平方公里，海拔高度174米，2001年人口56，人口密度每平方公里280人。